# Norra länken
La Norra länken est une autoroute urbaine  à Stockholm en Suède,.

## Présentation
La liaison nord s'étend de l'Essingeleden à Karlberg au nord-ouest de Stockholm jusqu'à la sortie vers le port de Värta et Lidingö au nord-est de Stockholm. Le tronçon entre Karlberg et Norrtull a été inauguré en 1991 (lorsque le trafic de transit a cessé sur Norra Stationsgatan à Vasastan), et le tronçon entre Norrtull et Värtahamnen le 30 novembre 2014.
Norra länken est L'extrémité de l'axe nord-sud de Stockholm.
Norra länken fait partie de la route européenne 20 et du périphérique de Stockholm (sv).
L'autoroute mesure 6 kilomètres de long dont 4 kilomètres de tunnels.

## Histoire
La partie entre Karlberg et Norrtull a été ouverte en 1991, et le tunnel entre Norrtull et Värtan a été ouvert en 2014. Les autres parties de la rocade sont les Essingeleden très encombrées à l'ouest, ouvertes en 1966, Södra länken au sud, ouvertes en 2004, et Österleden à l'est.

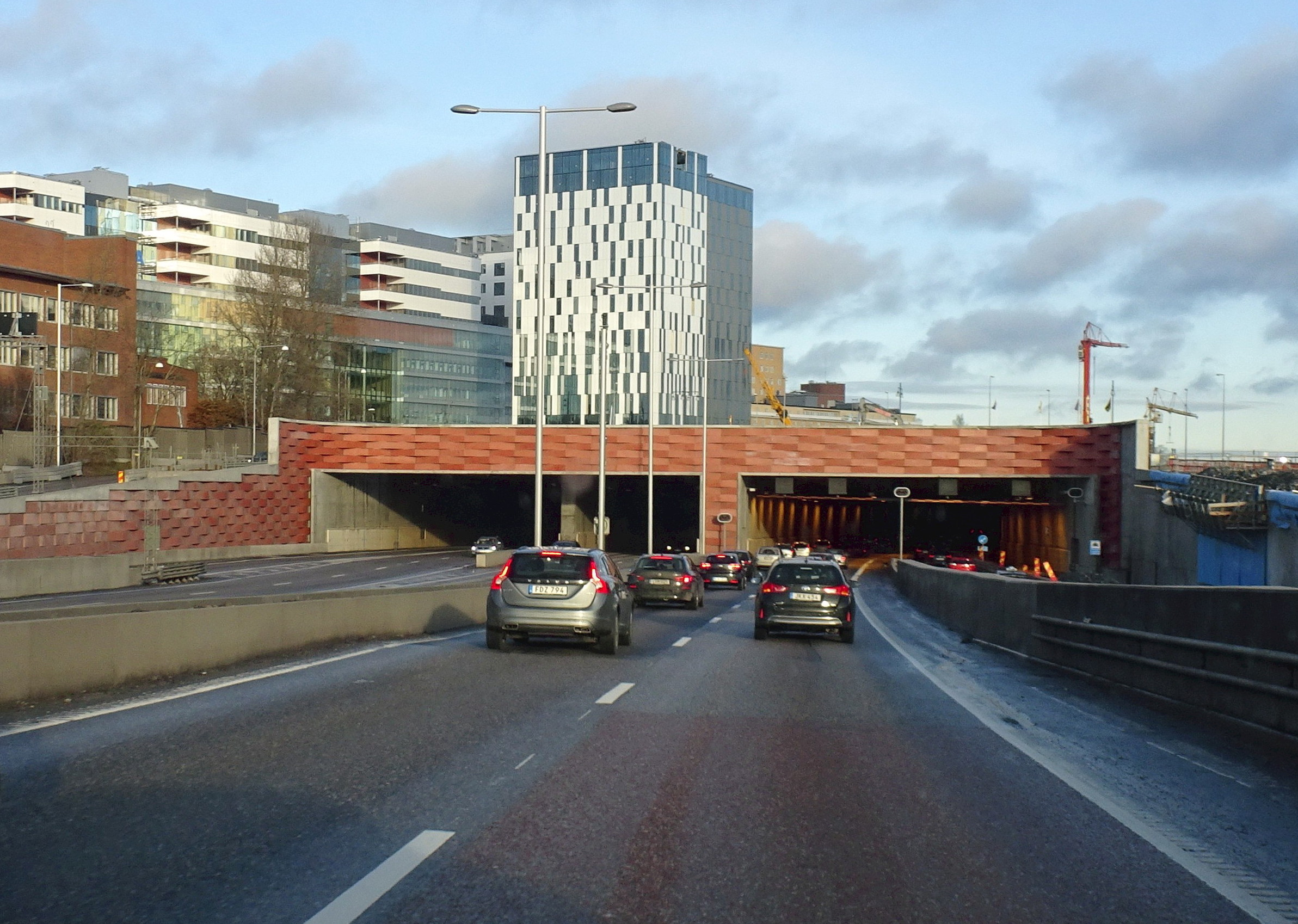
Norra Länken.